# Marcus Thornton (Basketballspieler, 1987)
Marcus Terrell Thornton (* 5. Juni 1987 in Baton Rouge, Louisiana) ist ein US-amerikanischer Basketballspieler, der von 2009 bis 2017 in der NBA aktiv war. Er ist der Cousin des ehemaligen NBA-Profis Al Thornton.

## Karriere

### College
Thornton spielte vor seiner NBA-Karriere für die College-Mannschaft der Louisiana State University (166 km von New Orleans entfernt). Er war 2009 Spieler des Jahres in der Southeastern-Conference. 

### NBA
Thornton wurde im NBA-Draft 2009 an 43. Stelle von den Miami Heat ausgewählt und sofort zu den New Orleans Hornets transferiert. Im Jahr 2011 wurde er zu den Sacramento Kings transferiert und spielt dort bis Februar 2014. Kurz vor Ende des Transferfensters wurde er schließlich von den Kings an die Brooklyn Nets abgegeben. Im Gegenzug wechselte unter anderem Guard Jason Terry nach Sacramento. In einem weiteren Spielertausch kam er im Sommer 2014 zu den Boston Celtics. 
Im Februar 2015 folgte ein Wechsel zu den Phoenix Suns. Im Sommer 2015 wechselte er zu den Houston Rockets. Thorntons letzte NBA-Station waren die Washington Wizards im Jahr 2017.